# Aeroportul Bumba
Aeroportul Bumba (IATA: BMB, ICAO: FZFU) este un aeroport din Provincia Équateur, Republica Democratică Congo ce deservește zona Bumba, Republica Democrată Congo. A fost numit după zona deservită.
Situat la o altitudine de 361 m, aeroportul dispune de 1 pistă.

## Infrastructură

### Piste
Aeroportul dispune de o singură pistă. Pista are orientarea 12/29. 